# Citrix Systems
Pour le personnage de fiction, voir Alcide Citrix.
Citrix Systems est une entreprise multinationale américaine qui propose des produits de collaboration, de virtualisation et de mise en réseau pour faciliter le travail mobile et l’adoption des services cloud. Citrix compte plus de 260 000 entreprises clientes.
La vision de Citrix : « Un monde où chacun peut travailler et entreprendre depuis n’importe où. »
Le siège de Citrix est situé à Fort Lauderdale, en Floride, dans la région métropolitaine de South Florida. L’entreprise compte plusieurs sites en Californie et au Massachusetts, et plusieurs centres de développement notamment en Australie, en Inde et au Royaume-Uni.
Citrix compte parmi ses clients les plus grandes entreprises Internet mondiales, 99 % des entreprises du Fortune Global 500, ainsi que des centaines de milliers de PME et de particuliers dans le monde. Citrix dispose d’un réseau de plus de 10 000 partenaires et revendeurs dans plus de 100 pays. Créée en 1989, l’entreprise a réalisé un chiffre d'affaires de 2,21 milliards de dollars en 2011.

## Historique

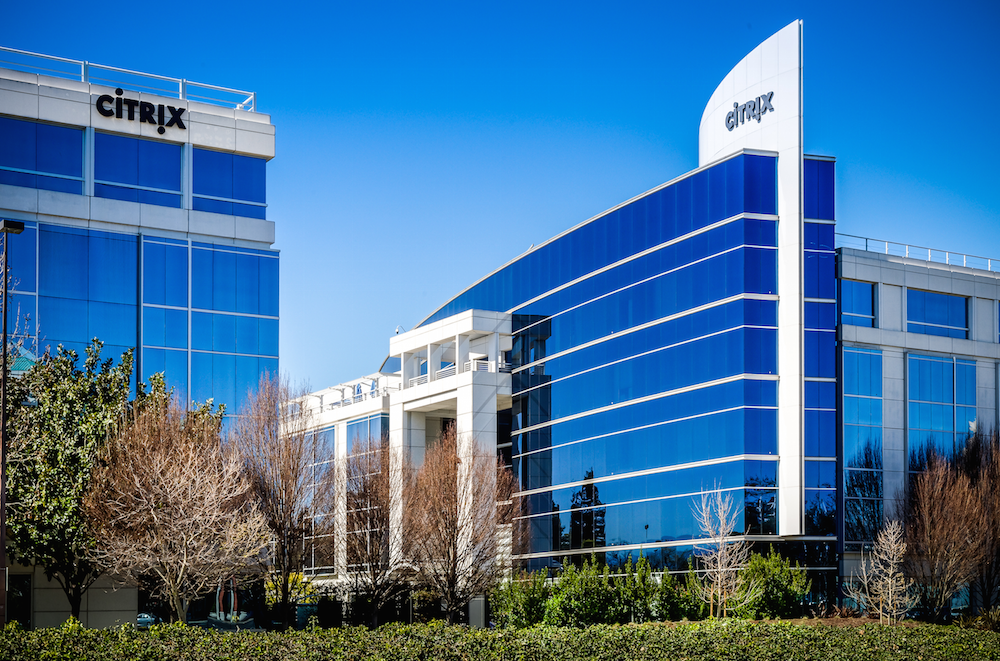
Siège de Citrix Systems à Santa Clara en Californie, 2015

Citrix a été créé en 1989 par l’ancien développeur d’IBM Ed Iacobucci, à Richardson, au Texas avec un capital de trois millions de dollars. Ed Iacobucci a rapidement déplacé l’entreprise vers Coral Springs, en Floride où il habitait lorsqu’il travaillait chez IBM.
Citrix s’appelait à l’origine Citrus, mais dut rapidement changer de nom, une autre entreprise ayant fait valoir ses droits sur ce nom. Citrix est la contraction de Citrus et UNIX.
Bon nombre des membres fondateurs ont participé au projet IBM OS/2. L’idée d’Ed Iacobucci était de bâtir un système OS/2 à prise en charge multi-utilisateurs. Mais IBM n’était pas intéressé par ce projet et il préféra quitter la société. Microsoft lui proposa alors le poste de directeur technique de la division réseau, mais il déclina l’offre pour créer sa propre entreprise.
Le premier produit conçu par la nouvelle entreprise fut Citrix MULTIUSER, basé sur OS/2. Citrix avait acheté les licences du code source OS/2 auprès de Microsoft, court-circuitant ainsi IBM. Citrix espérait conquérir une part du marché UNIX en simplifiant le déploiement des applications textuelles OS/2. Cependant, le produit ne parvint pas à convaincre. Son échec était en grande partie dû à la position de Microsoft, qui avait annoncé l’arrêt de sa prise en charge d’OS/2.
Roger Roberts fut nommé CEO de Citrix en 1990. Texan, il travaillait auparavant chez Texas Instruments.
De 1989 à 1995, l’entreprise ne réalisa aucun bénéfice. En 1989 et 1990, elle ne réalisa même aucun chiffre d’affaires. De 1991 à 1993, Citrix reçut un renfort en capital de la part d’Intel, de Microsoft et d’autres investisseurs. Sans ces fonds supplémentaires, Citrix n’aurait jamais survécu.
En 1993, Citrix acheta à Novell le produit Netware Access Server. Il s’agissait d’une application d’accès distant basée sur le DOS et sur Quarterdeck Expanded Memory Manager. Elle permettait à de multiples utilisateurs d’accéder à partir du serveur à des postes de travail et à des applications, un peu comme avec Terminal Server aujourd’hui. Citrix améliora le produit et le rebaptisa WinView. Citrix rencontrait avec ce produit son premier succès.
L’entreprise entrait en bourse en décembre 1995.

## Le refinancement de l'acquisition de Citrix
En 2023, l'AGEFI a estimé la perte pour les banques à 1,5 milliard d'euros suite au refinancement de l'acquisition sur Citrix,,.

## Actionnaires
| Actionnaire                     | %    |
| ------------------------------- | ---- |
| The Vanguard Group              | 10,7 |
| Warburg Pincus Asset Management | 7,43 |
| T. Rowe Price Associates        | 6,83 |
| Marsico Capital Management      | 4,90 |
| Okumus Capital                  | 4,88 |
| Barclays Bank (Banque privée)   | 4,77 |
| SSgA Funds Management           | 4,34 |
| First Trust Advisors            | 2,73 |
| Winslow Capital Management      | 2,62 |
| BlackRock Fund Advisors         | 2,47 |

## Relation avec Microsoft
La relation entre Citrix et Microsoft s’appuie sur une alliance vieille de plus de vingt ans, remontant à l’achat par Citrix de licences de code source OS/2 en 1989.
Citrix acheta ensuite une licence de code source pour Windows NT 3.51. En 1995, Citrix propose une version multiutilisateur de Windows NT avec accès distant, baptisée Citrix WinFrame (en). Ce produit constituait une offre absolument unique sur le marché, répondant parfaitement aux besoins des plus grandes entreprises.
Pendant le développement de WinFrame for Windows NT 4, Microsoft décida de ne pas céder le code source de Windows NT 4 à Citrix. Microsoft menaça en outre de lancer sa propre version de WinFrame. Citrix et Microsoft entamèrent alors des négociations pour résoudre ce problème,. À leur issue, Microsoft accepta d’intégrer une technologie Citrix à Windows NT Server 4.0, et lança Windows Terminal Server Edition. En échange, Citrix acceptait de ne pas lancer de produit concurrent, mais se réservait le droit de commercialiser une extension au produit Microsoft, baptisée initialement MetaFrame. Ce type d’accord perdura avec Windows 2000 Server et Windows Server 2003, Citrix proposant alors Metaframe XP et Presentation Server. Le 11 février 2008, Citrix changeait le nom de sa ligne de produits Presentation Server en XenApp.
Microsoft décida de ne pas acheter une technologie clé de Citrix, le protocole ICA. Microsoft préféra partir du protocole RDP (T.share) de NetMeeting, lui-même issu d’un accord conclu avec PictureTel (désormais connu sous le nom de Polycom).
En février 2009, Citrix étendait encore sa collaboration avec Microsoft sur le marché de la virtualisation de serveurs avec le « Project Encore ». Cette collaboration donnait naissance à Citrix Essentials, un nouveau produit permettant la gestion avancée de Microsoft Windows Server 2008 Hyper-V. Des opérations conjointes de marketing, de formation et de commercialisation sont alors organisées avec Microsoft.
En juillet 2009, Citrix et Microsoft annoncent des plans conjoints de simplification du poste de travail grâce à l’extension de leur partenariat dans le domaine de la virtualisation de postes.
Ces plans comprenaient plusieurs facettes : une intégration technologique devant permettre aux directions informatiques des entreprises de gérer à la fois les applications distribuées et hébergées de manière centralisée à l’aide de Citrix XenApp et de Microsoft System Center Configuration Manager. L’extension de la prise en charge de XenApp à Microsoft Application Virtualization (App-V) afin de permettre une mise à disposition en libre-service des applications sur tout périphérique à l’aide de Citrix Receiver et de Citrix Dazzle.

## Action caritative de l’entreprise
Citrix investit dans un programme continu de dons au profit d’actions promouvant l’éducation, le développement économique et le progrès technique.

## Licenciements
Le 3 février 2015, Citrix annonce le licenciement de 900 salariés à la suite d'une baisse de son bénéfice net en 2014.

## Acquisitions
- Janvier 1998 : achat à Insignia du produit NTrigue[13].
- Juin 1998 : acquisition d'APM[14].
- Juillet 1998 : acquisition de VDOnet pour 8 millions de dollars[14].
- Juillet 1999 : acquisition de ViewSoft pour 32 millions de dollars[14],[15].
- Février 2000 : acquisition d'Innovex Group pour 48,7 millions de dollars
- Mars 2001 : acquisition de Sequoia Software Corporation[16], éditeur de portails XML basé à Columbia, dans le Maryland.
- Décembre 2003 : acquisition d'Expertcity, développeur de la solution GoToMyPC de postes portables hébergés sur le Web et de GoToMeeting[17]. Plate-forme de réunion en ligne. Expertcity devient la division Citrix Online de Citrix.
- Novembre 2004 : acquisition de Net6[18], entreprise basée à San Jose, en Californie.
- Juin 2005 : acquisition de NetScaler[19], fabricant d’appliances réseau basé à Santa Clara, en Californie, pour près de 300 millions de dollars (en numéraire et actions).
- Mai 2006 : acquisition de Reflectent.
- Le 7 août 2006 : acquisition d'Orbital Data[20], basé à San Mateo, en Californie.
- Février 2007 : acquisition d'Aurema, développeur de produits de gestion de la mémoire et des ressources CPU[21].
- Octobre 2007 : acquisition de XenSource, développeur du produit de virtualisation XenServer basé sur l’hyperviseur open source Xen[22].
- Mai 2008 : achat à sepago du produit sepagoProfile[23].
- Novembre 2008 : acquisition de Vapps[24].
- Août 2010 : acquisition de VMLogix[25].
- Décembre 2010 : acquisition de NetViewer AG, éditeur et fournisseur européen de services informatiques et de collaboration en ligne basés sur le mode SaaS[26].
- Octobre 2011 : acquisition de App-DNA[27].
- Avril 2012 : acquisition de Podio et de Virtual Computer.
- Juillet 2012 : acquisition de Bytemobile.
- Janvier 2018 : rachat de l'entreprise française Cedexis.